# Deli Maatschappij
De N.V. Deli Maatschappij is een Nederlands bedrijf van koloniale oorsprong. Het was aanvankelijk actief met tabaksactiviteiten, maar heeft deze afgestoten en richt zich tegenwoordig op de handel in hout en bouwmaterialen.

## Activiteiten
De Deli Maatschappij is actief in de handel van hout en bouwmaterialen voor de doe-het-zelfmarkt. Tot Deli Home Holding, behoren onder andere de merken Bruynzeel en Lundia.

## Geschiedenis
De Deli-Maatschappij werd in 1869 opgericht door Jacob Nienhuys en Peter Wilhelm Janssen als tabakscultuurmaatschappij met een concessie voor het sultanaat Deli in Sumatra, Nederlands-Indië. In deze maatschappij participeerde de Nederlandsche Handel-Maatschappij voor 50%.
De Indonesische onderzoeker Budiman Minasny, hoogleraar grondgebruik aan de Universiteit van Sydney, concludeert over de toenmalige arbeidsverhoudingen in Noord-Sumatra: “Het was daar aan het einde van de 19de eeuw het Wilde Oosten. Er bestond geen toezicht van een overheid. De Nederlandse plantagehouders deden precies wat ze wilden.” “Het bedrijf (=Deli Maatschappij) haalde na 1880 zeker 20.000 koelies uit China. Vanuit Sumatra zijn er een half miljoen Chinezen en Javanen gerekruteerd. Dat ging door tot eind jaren twintig van de vorige eeuw,” Ze leefden onder barbaarse omstandigheden op de plantages. “Er kwam pas een einde aan deze praktijk met de recessie van 1929. De tabakshandel viel weg en Amerikanen wilden de Nederlandse tabaksplantages kopen, maar zonder dwangarbeiders.”
In de negentiende eeuw exploiteerde de Deli Maatschappij 120.000 hectare. De onderneming was enorm lucratief voor de aandeelhouders. In de eerste dertig jaar, de 19e eeuw, werd slechts een jaar het dividend gepasseerd en bedroeg het zelfs zes keer meer dan 100%. De activiteiten van de maatschappij vormden een impuls voor een sterke groei van de stad Medan. Het toenmalige hoofdkantoor van de Deli Maatschappij in Medan is tegenwoordig het paleis van de Gouverneur van Noord-Sumatra. 
In 1920 verkreeg men vrijwel al het aandelenkapitaal van de nv A'dam Langkat Cie.

## Verandering
Het na de Tweede Wereldoorlog onafhankelijke Indonesië nationaliseerde in 1958 de tabaksactiviteiten in het land. Vooruitlopend daarop verbreedde de Deli Maatschappij haar activiteiten naar de verbouw en handel in andere koloniale producten als thee en rubber. Zo werd in 1953 (grotendeels) overgenomen: Deli-Djakarta Mij. en de Deli-Djakarta Rubber Mij. en nv Beleggings- en Beheersmij. De Amstel. In 1954 werd de Tabak Mij. Arendsburg en de daaronder vallende Deli Cultuur Mij. verworven.
De veranderingen leidden in 1953 tot naamsverandering in de nv Verenigde Deli-Maatschappijen. Hieronder vielen ook belangrijke deelnames, grotendeels in het buitenland. Ultimo 1954 omvatte de Maatschappij achttien tabaksondernemingen: Medan Estate, Sampali, Bandar Klippa, Mariëndal, Helvetia, Rotterdam, Bulu Tjina, Tandem en Tandem Helir, Koempang/Klambir, Lima en Saëntis (alle in Deli) en Tandjong Djatti,Lubu/Dalam, Kwala Begumit, Kwala Bingei, Timbang Langkat en Padang Brahrang (in Langkat). Daarnaast 11 rubberondernemingen: Dolok Ulu, Garang Giting, Bandar Negri, Rantau Prapat, Batang Serangan, Tandjong Kleling, Bandar Bedjambu, Naga Radja en Sungei Simudjur, Bekiun en Bekalla (oostkust Sumatra). Verder een oliepalmonderneming: Sawit Sebrang. Vanwege haar tabakskennis ging de Deli Maatschappij in 1959 samen met het bedrijf Homogenized Tobacco Leaf (HTL). 

## In het hout
In 1972 werd de houthandel Jongeneel overgenomen, waarna de Deli Maatschappij ook een sterke positie kreeg in de Nederlandse markt voor hout- en bouwmaterialen. Vanaf de oprichting tot de overname door Universal Leaf Tobacco Company (ULTC) in 1986 stond de Deli Maatschappij als hoofdfonds genoteerd aan de Amsterdamse effectenbeurs. Na de overname werd het bedrijf gesplitst in de tabaksgerelateerde activiteiten (Deli-HTL) en de handelsmaatschappij voor andere producten, die Deli Universal (DU) ging heten. Sinds 1 september 2006 is Deli Universal verzelfstandigd via een managementbuy-out en werden de activiteiten onder de naam Deli Maatschappij voortgezet.
De Deli Maatschappij heeft haar hoofdkantoor aan de Wijnhaven in Rotterdam. Dit bevindt zich in een omgebouwd tabaksveem van de voormalige Deli Maatschappij. 
Medio 2015 deed PontMeyer, een onderdeel van HAL Investments, een bod op het onderdeel Deli Building Supplies (DBS). Deli, met als grootaandeelhouders Avedon Capital en NPM Capital, heeft hiermee ingestemd. DBS is net als PontMeyer actief op de Nederlandse markt als leverancier van hout en bouwmaterialen. DBS bestaat uit onder andere Koninklijke Jongeneel, hout- en bouwmaterialenhandel met 46 vestigingen, en de importeurs Heuvelman Hout, RET Bouwproducten en Astrimex, gespecialiseerd in plafonds en wanden. DBS en PontMeyer gaan samen onder de nieuwe naam Timber and Building Supplies Holland. Samen hebben ze een jaarlijkse omzet van 600 miljoen euro en 1500 medewerkers in dienst.
Na de verkoop is de enige activiteit van Deli Maatschappij de hout- en bouwmaterialenhandel Deli Home Holding, waar onder meer Bruynzeel en Lundia toe behoren. Dit onderdeel, waar circa 1300 mensen werken, heeft een omzet van zo’n 350 miljoen euro op jaarbasis.